# گمینا پوکژونگتسا
گمینا پوکژونگتسا (به لهستانی:  Gmina Pokrzywnica) یک گمینا در لهستان است که در شهرستان پووتوسک واقع شده‌است. گمینا پوکژونگتسا ۱۲۰٫۹۹ کیلومتر مربع مساحت و ۴٬۷۳۴ نفر جمعیت دارد.